# Sam's Song
Sam's Song is een film uit 1969 van regisseurs John C. Broderick en John Shade. Het is een lowbudgetfilm die wegens weinig succes opnieuw werd gemonteerd en in 1979 werd uitgebracht onder de titel The Swap, die naast oude scènes ook enkele nieuwe fragmenten bevat en een nieuw verhaal.
De reden waarom de film opnieuw gemonteerd werd, is niet zeker. Sommige filmkenners menen dat het budget van de film op was en dat de originele film uit 1969 nooit af was. Door hem tien jaar later te hermonteren, kregen de filmmakers eindelijk de film die ze wilden. Het leeuwendeel van de kenners meent dan weer dat de film opnieuw gemonteerd werd en uitgebracht onder een andere naam om er zo nog wat geld aan te verdienen. Hoofdrolspeler Robert De Niro was in 1979 een van de bekendste acteurs van zijn generatie en bovendien een Oscar-winnaar. De Niro was echter niet tevreden toen hij vernam dat er beelden uit 1969 gebruikt werden voor een "nieuwe" film uit 1979. Hij dreigde er dan ook mee om juridische stappen te ondernemen.

## Verhaal

### Sam's Song
Sam Nicoletti is een New Yorkse filmmaker die een documentaire draait over Richard Nixon. Wanneer hij in hogere kringen belandt, vindt hij dat best wel aangenaam. Maar naarmate de tijd vordert, begint Sam zich toch te storen aan de mentaliteit van de anderen.

### The Swap
Sam Nicoletti wordt vermoord en zijn broer Vito gaat op zoek naar zijn moordenaar. Sam was een filmmaker en met de hulp van Sams oude films kan Vito achterhalen wie de moordenaar is.

## Promotie
De film The Swap werd in bizarre omstandigheden uitgebracht. Zo staat op de achterkant van de dvd-hoes van de film The Swap dat het personage Vito Nicoletti wordt gespeeld door Robert De Niro. Het is echter het personage Sam Nicoletti dat door De Niro wordt vertolkt. Dit personage sterft meteen en komt dus amper voor in de film. Bovendien zijn de scènes van De Niro "archiefmateriaal" en werden ze eerder al gebruikt in de film Sam's Song.
Verder staat op de recente dvd-hoes van The Swap ook steeds een foto van een oudere Robert De Niro, terwijl z'n scènes dus al uit 1969 afstammen. Deze bijzondere vorm van promotie roept bij velen de vraag op of er hier geen sprake is van bedrog en of dit juridisch wel mag.
De dvd-versie van de film uit '79 bevat ook geen extra's, hoewel dit volgens sommige versies van de dvd-hoes wel het geval is.